# SN 1989O
SN 1989O – supernowa typu II-pec odkryta 3 września 1989 roku w galaktyce M+06-01-26. W momencie odkrycia miała maksymalną jasność 18,00m.